# 日本軍のタイ進駐
日本軍のタイ進駐 (タイ語: การบุกครองไทยของญี่ปุ่น) は、1941年12月8日の太平洋戦争南方作戦開始時に日本軍が行ったタイ王国への武力進駐。日本軍とタイ王国軍の間で戦闘も発生したが、タイから進駐許可が出たため、平和進駐へ移行した。
その後のタイ国内の政情や駐留日本軍の作戦行動については「日本軍進駐下のタイ」「日泰攻守同盟条約」「ビルマの戦い」参照。

## 背景
日本は太平洋戦争の開戦と同時に米領フィリピン（比島）およびイギリス領マラヤ（マレー半島）方面への侵攻によって南方要域攻略作戦を開始する計画を立てた。タイはマレー及びイギリス統治下のビルマに対する作戦実施のために通過せねばならないところであり、その後も両方面に対する作戦基盤として、フランス領インドシナ（仏印）とともにあらかじめ日本が確保しておく必要があり、仏印進駐は既に完了していた。
1941年1月以降の懸案であった日タイ間の軍事的緊密関係の設定は進展が見られなかった。日本は、タイ首相プレーク・ピブーンソンクラームを親日傾向の強い人物と考えていたが、タイ国内は親英的勢力が強く、当時の国際情勢下でタイ首相が日本に協力的態度を表せない事情も察していた。日英が開戦すれば、両勢力に挟撃される立場にあるタイは中立を長く維持することはできず、いずれ日英いずれかに加担することになるため、日本は南方作戦の基盤として引き入れておきたかったが、日本が早期に軍事同盟の類を提案すれば、日本軍が南方作戦を企図しているという情報は英米やオランダ領東インド（蘭印）を統治して対日ABCD包囲網に加わっていたオランダに伝わり、その目的を達しえないおそれがあった。このため日本は軍事的緊密関係の樹立のための対タイ交渉を武力発動の直前に行うこととし、1941年11月13日に対タイ施策の大綱を大本営政府連絡会議で決定した。11月23日、具体的措置として大本営政府連絡会議は「対泰措置要領」を決定し、これを現地陸海軍最高指揮官および駐泰大使に指示した。
1941年12月4日早朝、マレー上陸部隊の主力船団は、日中戦争で日本が占領していた中華民国海南島の三亜港を出発し、タイ湾に向かっていた。陸路では12月6日頃までに近衛師団の主力は仏領インドシナとタイの国境付近で応変の態勢をもって対タイ進入作戦の準備を進めていた。
タイ進駐の問題は、タイ首相にタイ進駐の要求をいつつきつけるか、その応諾に応じていつ陸路から進入を開始するかの二点にあった。タイとの交渉開始は日本時間で開戦日の零時、陸路での侵入開始は開戦日の黎明ごろ、平和進駐の場合は正午頃までであり、タイとの交渉開始から進入開始までの時間的余裕は多いほうが良かったが、開戦日の黎明時には上陸部隊が既に上陸しているはずで、いつまでも進入開始を待つわけにもいかなかった。当日の12月8日零時、タイ首相と連絡が取れず、午前1時50分、タイの外務大臣、大蔵大臣に、タイ領を通過したい事、敵意はないので抵抗しないでほしい事を申し入れた。

## 経過
時間は日本時間

### 陸路
タイ首相から進駐許可に関する応答がないため、8日午前3時30分、南方軍は第15軍に進撃開始を命じ、第15軍は近衛師団に対タイ侵入作戦開始を命令した。
12月8日午前7時、近衛師団先遣隊は前進を起し、ワッタナを過ぎた付近で飛行機から投下された通信筒で平和進駐が成立したことが伝えられ、9日未明にタイ首都バンコクのドンムアン飛行場に到着。近衛師団の主力縦隊は8日払暁に国境を突破し、シソフォン以西は先遣隊の進路に入り西進。前衛及び第一、第二梯団の近衛歩兵第5連隊の諸隊はバンコクに前進して先遣隊の指揮に復帰した。近衛歩兵第4連隊の第三、第四梯団は9日夜半にプラチャンブリに到着し兵力を集結した。師団司令部は9日午後バンコクに入り、チュラーロンコーン大学（コランコロ大学）に司令部位置を定めた。
近衛師団のタイ進入と同時に第十五軍司令官は鉄道部隊をタイ側に入れ鉄道路線の工事を始めさせ、12月10日には仏印のサイゴンからバンコクを経て南タイに至る鉄道一貫輸送が開始された。また8日昼頃、陸軍第三航空軍は平和進駐か武力進駐か判断がつかず、アランプロテット飛行場上空で、飛行第77戦隊の戦闘機11機、飛行第31戦隊の軽爆9機が威嚇飛行を実施中、タイ王国空軍の小型機が攻撃してきたため、3機撃墜を報じた。集団長菅原道大中将は武力解決もやむなしと判断し、午後3時頃になっても平和進駐の見通しがなければ、ドムアン飛行場に集結中のタイ空軍を撃滅することに決めて南方軍に意見具申したが、午後2時頃、平和進駐の通報があって中止した。

### 海路

#### シンゴラ・パタニ方面
第25軍先遣兵団は主力はマレー国境近くのタイ領シンゴラから、安藤支隊はパタニ、ターベから上陸し、マレー国境を突破し、所在の英軍の抵抗を排除してケダー州西部を南進しようと計画した。
第25軍先遣兵団は、8日午前4時12分、シンゴラの第一回上陸部隊の先頭部隊が上陸に成功。上陸後は英国領事館を占領し、シンゴラ港に上陸根拠地と水上基地の設営を始めた。陸海の航空部隊が陸戦支援、哨戒を実施した。
パタニ、ターベ上陸を行う安藤支隊（指揮官は歩兵第42連隊長安藤忠雄大佐）は歩兵第42連隊を基幹とする人員約7200名、車両約230からなる部隊であり、輸送船6隻に分乗した。このうち歩兵一個大隊に各種部隊を加えた約2800名がターベに上陸する部隊で輸送船2隻に分乗していた。支隊の任務は主力をパタニ河口西岸に、一部をターベ北方に上陸させ、パタニ、ターベ両飛行場を占領し、ケダー州に進撃することだった。8日午前3時、パタニ・ターベ部隊ともに上陸開始に成功する。パタニではタイ軍の反撃があったが、午前11時40分頃、タイ軍は降伏した。夕刻までに両飛行場ともに占領に成功した。タイ軍側にはタムボン・ボトンに第42歩兵大隊があった。

#### 宇野支隊
宇野支隊（指揮官は歩兵第143連隊長宇野節大佐）は第15軍第55師団の一部で、歩兵第143連隊を基幹とする各種部隊から成り、その任務は、仏印からタイに陸路進駐する近衛師団と呼応して、南部タイ各地に上陸して付近の飛行場を占領し、第25軍のマレー攻略を容易にするとともに、すみやかにマレー半島を横断してその西岸ビクトリア・ポイントに達し、その飛行場を占領してマレー方面作戦部隊の側背を掩護するのにあり、宇野支隊の上陸地はナコン、バンドン、チュンポン、プラチャップ、別に吉田支隊（近衛歩兵第四連隊第三大隊基幹）が単船でバンコク南方海岸に上陸する。
バンドン上陸部隊の舟艇隊は8日午前8時40分、シーラット河口を発見して遡江を開始、午前10時頃、バンドン市に突入し、同日中に飛行場を占領した。スラトタニに入城したところタイ王立警察や一部の市民が抵抗し、暴風雨の中混戦が繰り広げられたものの午後のうちには武装解除要求を受け入れさせた。この戦いによってタイ側は死者17、18人であった。
宇野支隊長の直率するチュンポン船団は8日午前3時頃に泊地に侵入し、上陸後はタイ軍の抵抗を受けたが、武装を解除させ、飛行場を占領した。タイ軍側にはバン・ナ・ニアンに第38歩兵大隊があった。
ナコン船団の第一回上陸部隊は8日午前4時頃に舟艇隊を出発させたが、豪雨の影響で午前5時20分頃ようやく海岸に達した。しかし、目指すパクパーン河口の発見に手間取り、午前7時30分発見して遡江を開始。午前10時頃、ナコン駅付近に達し、若干のタイ軍の抵抗を排除してナコン市周辺と飛行場を占領した。タイ軍側にはタムボン・パク・フォーンに第39歩兵大隊と第15砲兵大隊があった。
プラチャップに向かった上陸部隊は午前6時30分頃上陸し、タイ軍の抵抗を制圧し、飛行場を占領した。日本軍に対し、空軍パイロットとプラチャップ警察が共闘して翌日の正午までは持ちこたえたもののタイ政府から戦闘を中止するようにとの通達を受けたため、降伏した。死者は日本側の発表によれば115人で、タイ側の発表によると217~300人超。同地のタイ空軍基地では日本軍と戦って犠牲になった兵士や警官の追悼式典が毎年開かれている。
吉田支隊（近衛歩兵第4連隊第3大隊基幹）は単船でバンコク南方海岸に上陸。作戦任務は同海岸に上陸後すみやかにバンコクに急進してラーマー6世橋（鉄道橋）を占領することにあった。12月8日午前3時から4時の間に抵抗を受けることなくバンプー海岸に上陸した。タイの態度が明らかではないため、第15軍参謀八原博通中佐と輔佐官徳永賢二中佐が待機を伝え、タイの態度が明らかになると、午後1時40分頃バンコクに到着し、近衛歩兵第4連隊主力の到着後に同隊に復帰した。

### タイ首相との交渉
1941年12月8日午前9時頃、タイ首相はバンコクに帰還した。帰途最寄りのタイ国軍指揮官に対し、日本軍に抵抗しないように命令してきたが、帰還後は無線で全軍に停戦命令を下達した。タイ首相はただちに日本大使に面会を申し入れ、午前9時30分頃、面会が始まった。
日本はタイに事情を釈明してタイ領通過の必要性と即時停戦処理を要する理由を説明し、1.軍隊通過の承認、2.防守同盟、3.攻守同盟、4.三国同盟加入、いずれかの条約を締結したいと申し入れた。タイ首相は日本が即時停戦命令を出すことを望み、日本が提示した要望の選択肢から単純な軍隊通過協定を選び、末尾条項にあった「日本ハ将来馬来方面ニ於ケル泰ノ失地恢復ヲ考慮スル」を不要とし全文削除を要求した。こうして8日正午頃に協定は成立し、午後3時頃、正式に調印を終えた。タイが通過協定のみで、失地回復の約束も不要とするのは、日本側の戦局が不利な場合に英国との国交調整で、中立を堅持したかったが日本の圧倒的な兵力の前に日本の要求を入れざるを得ない状況に追い込まれたと釈明するためと推測される。
先の停戦命令が徹底されておらず、日タイ間で衝突が起きていたが、8日正午から午後2時までにはおおむね停戦できた。ただし、プラチャップでは通信機故障のため、宇野支隊と長く戦闘が続き、双方に相当の死傷者が出た。
その後、日タイ間の交渉は進み、12月10日夜半に攻守同盟決定、11日午前11時に攻守同盟仮調印、21日正式調印式が行われた。

## 主題にした作品
- 『メナムの残照』 - 女性作家トムヤンティが1969年に発表した小説で、太平洋戦争時のタイを舞台に日本人の軍人とタイ人の女性のロマンスを描いている。タイでは国民的に知られ、4回の映画化と6回のTVドラマ化がなされている。
- 『少年義勇兵』 - チュムポンでの当日の戦いを背景とするタイ映画。